# Roxy Panther
Roxy Panther (Budapest, 20 de octubre de 1987) es una actriz pornográfica y modelo erótica húngara retirada.

## Carrera
Szandra Óhidi empezó su carrera en la industria pornográfica en 2006. Trabajó para la compañía de películas pornográficas Marc Dorcel, en donde filmó títulos como Dorcel Airlines, Maximum, Russian Institute, entre otros. En 2007 Roxy Panther filmó su única película interracial titulada Amazonian Dreams, del director francés de películas pornográficas Pierre Woodman. Panther apareció en una de las escenas de la película Pornochic 15: Mélissa junto a la actriz porno francesa Melissa Lauren, y también en la película Casino – No Limit, la película porno francesa de mayor presupuesto, dirigida por Hervé Bodilis y producida por Marc Dorcel, con un coste de producción de 210.000 euros.

## Premios y nominaciones
| Año  | Premio           | Resultado | Categoría                                         | Película                        |
| ---- | ---------------- | --------- | ------------------------------------------------- | ------------------------------- |
| 2007 | Premios FICEB    | Nominada  | Premio Ninfa: Mejor estrella joven                | Amazonian Dreams                |
| 2009 | Premios AVN      | Nominada  | Artista femenina extranjera del año               | —                               |
| 2009 | Premios AVN      | Nominada  | Mejor escena de sexo en una producción extranjera | Pornochic 15: Mélissa           |
| 2009 | Premios Hot d'Or | Nominada  | Mejor actriz europea                              | Dorcel Airlines: Paris/New-York |